# Andrófagos
Os Andrófagos (em grego clássico: Ἀνδροφάγοι,  canibais, literalmente "comedores de homens"), de acordo com Heródoto, viviam a alguma distância ao norte de Cítia em uma área que posteriormente se supôs ser as florestas entre as águas superiores do rio Dniepre e do rio Dom. Também de acordo com Heródoto, quando o rei Dario I, o Grande liderou sua mampanha cita européia de Dario no território cita no que agora é o sul da Rússia, os Andrófagos fugiram quando os exércitos em guerra passou pelo território deles.

## Etimologia
A historiadora Marija Gimbutas levantou a hipótese  de que " Andrófagos" é uma tradução grega de *Manticore | mard-xwaar "devorador de homens" na antiga língua iraniana do norte do território dos citas. De * mard-xwaar pode-se derivar "Mordva" ou "Mordvin", o nome russo dos povos finos erzias e Moksha povos da Rússia no centro-leste da Europa. De Heródoto, podemos deduzir uma localização para os Andrófagos que é aproximadamente a mesma ocupada pelos modernos Mordovianos. Max Vasmer rejeitou esta etimologia como infundada.

## Relatos antigos

Andrófagos em mapa-mundi Grego Antiga

Heródoto escreveu pela primeira vez sobre os andrófagos em suas   Histórias , onde ele as descreveu como uma das várias tribos próximas a Cítia. Uma observação extra indica que os andrófagos são canibais, conforme refletido em seu nome:
{{quote|Os modos dos Andrófagos são mais selvagens do que os de qualquer outra raça. Eles não observam a justiça, nem são governados por quaisquer leis. Eles são nômades e suas roupas são citas; mas a língua que falam é peculiar a eles. Ao contrário de qualquer outra nação nestas partes, eles são canibais. | Histórias, Livro 4 (' Melpomene) | 
Posteriormente, Plínio, o Velho escreveu em seu História Natural que os mesmos canibais perto da Cítia usavam o couro cabeludo do peito de homens no peito.
{{quote|Os Andrófagos, que mencionamos anteriormente como morando dez dias de jornada além do Borístenes, de acordo com o relato de Isígono de Nicéia, tinham o hábito de beber em crânios humanos e colocar os escalpos, com os cabelos presos aos seios, como tantos guardanapos. | História Natural Livro 7, Capítulo 2 | 